# سلیمان بن عبدالله
سلیمان بن عبدالله یکی از فرمانداران طاهری طبرستان، از جانب امیر طاهریان بود که از سال ۲۳۷ق/۸۵۱م تا ۲۵۰ق/۸۶۴م بر طبرستان حکومت کرد. پیش از سلیمان بن عبدالله در زمان طاهریان برادرش محمد بن عبدالله طاهر حاکم طبرستان بود که خود به بغداد رفت و سلیمان بن عبدالله را به جانشینی خود برگزید و سلیمان حاکم طبرستان شد. در زمان سلیمان ظلم و ستم کارگزاران و به ویژه پیشکار او محمد بن اوس البلخی خشم و نفرت مردم را برانگیخت.

## حکومت طبرستان
پس از شکست امین و به تخت رسیدن مأمون، وی طبرستان را یه طاهر سپرد تا وی امارت آن دیار را کنترل کند. در سال ۲۳۷ بعد از انتقال محمد بن عبدالله به بغداد، سلیمان، امارت طبرستان را برعهده گرفت. در زمان وی، خسارت‌های زیادی از طرف وی و عاملینش بر اهالی طبرستان وارد شد بنابراین علیه وی در منطقه شورش‌های زیادی رخ داد که این شورش باعث قدرت گرفتن علویان در منطقه شد. مردمان طبرستان برای رهایی از ظلم عاملین طاهری، به سادات علوی روی آوردند و از آنها خواستند تا رهبری علیه طاهریان برعهده بگیرند پس حسن بن زید را به عنوان رهبر خود انتخاب کردند. بعد از آمدن حسن بن زید به طبرستان قیام علیه طاهریان در منطقه آغاز شد و بعد از درگیری‌هایی که بین طرفین در عهد خلیفه مستعین، سلیمان از حسن بن زید شکست خورد و منطقه طبرستان از خلافت و حکومت طاهری جدا شد و حکومتی شیعی در منطقه به وجود آمد و سلیمان مجبور به فرار از منطقه شد.

## حکومت در بغداد
در سال ۲۵۵، سلیمان عازم دربار معتز و بغداد شد و توانست منصب شرطه بغداد را بعد از بردار خود، عبیدالله بن عبدالله بن طاهر بن طاهر، از خلیفه عباسی دریافت کند. پس از این انتخاب، سلیمان مجبور شد با وضعیت مشوش در بغداد مقابله کند به همین دلیل درگیر سلسله‌ای از اتفاقات شد. سلیمان همچنین از کمبود بودجه موجود رنج می‌برد و برای پرداختن به حقوق و دستمزد خود، خواستار منابع مالی بیشتری بود. پیش از این، رقابت میان فرماندهان بغدادی و محمد ابن اویس، که مسئولیت سربازانی بود که با سلیمان از خراسان و الری ریخته بودند، پیچیده‌تر شده بود. بعد از چندین حادثه، نیروهای بغدادی از تهدیدها و تقاضاهای پرداخت سربازان محمد رنجیدند پس نبرد شدید میان دو جناح رخ داد، که در پایان محمد شکست خورد و مجبور به فرار از شهر شد. سلیمان سپس به فرماندهان بغدادی پیوست و در طی نامه‌ای به محمد دستور داد که وی به خراسان بازگردد. با این وجود، این دومین فرمان را رد کرد و قصد داشت که محله‌های بارادان و النهروان را به شمال بغداد غارت کند، که تا زمانی که دولت مرکزی او را دو بار و نیم ماه بعد از انتصاب وی بر روستای خراسان رد کرد، ادامه داد.
سلیمان در سال ۲۶۵ درگذشت و به جای او عبیدالله بن عبدالله به مسند شرطگی بغداد رسید.